# Strimmiga falangrar
Strimmiga falangrar (Dactylopsila) är ett släkte i familjen flygpungekorrar med fyra arter. I motsats till andra medlemmar av familjen har de inget flygmembran och saknar flygförmåga men de kan göra långa skutt.

## Beskrivning
Arterna förekommer på Nya Guinea samt på Kap Yorkhalvön i norra Australien. Namnet syftar på de svarta eller mörkbruna strimmorna som går längs över den vitaktiga eller ljusgråa pälsen. Ett påfallande kännetecken är den förlängda fjärde tån vid framfötterna som sluter i en krökt klo. Tån har samma syfte som den liknande tån hos fingerdjuret, den används för att skrapa insekter ur hål och sprickor. De har även förstorade framtänder för att lyfta trädens bark. Strimmiga falangrar når en kroppslängd mellan 17 och 32 centimeter och därtill kommer en 17 till 40 centimeter lång yvig svans som sluter i en vit spets. Vikten ligger mellan 250 och 550 gram. Den mörka yviga svansen är bara på undersidan av spetsen lite tunnhårig. Spetsen kan hos vissa individer vara vit.
Individerna är aktiva på natten och vistas främst i träd, de syns sällan på marken. På dagen vilar de i en bo av blad. Födan utgörs huvudsakligen av sociala insekter som myror, bin och termiter. Ibland äter de frukter eller nektar.
De försvarar sig mot fiender med en illaluktande vätska. På så sätt har de mycket gemensamt med skunkar.
Hannar lever vanligen ensamma och honor bildar ofta grupper. Under parningstiden strider hannarna om rätten att para sig.
Honor med en eller två ungar observerades. Med människans vård kan de leva cirka 9,5 år. Annars är inte mycket känt om arternas sätt att fortplanta sig.

## Systematik
Enligt Wilson & Reeder (2005) delas släktet i fyra arter:
- Dactylopsila trivirgata, är den mest kända och vanligaste arten, den lever på Nya Guinea och i norra Queensland.
- Dactylopsila tatei, förekommer bara på ön Ferguson nära Nya Guinea, den listas av IUCN som starkt hotad.
- Dactylopsila megalura lever i västra Nya Guinea.
- Hos Dactylopsila palpator är den förlängrade tån särskilt bra utvecklade, den vistas mer på marken än de andra arterna, utbredningsområdet är centrala och östra Nya Guinea.